# Uzhavar Uzhaippalar Katchi

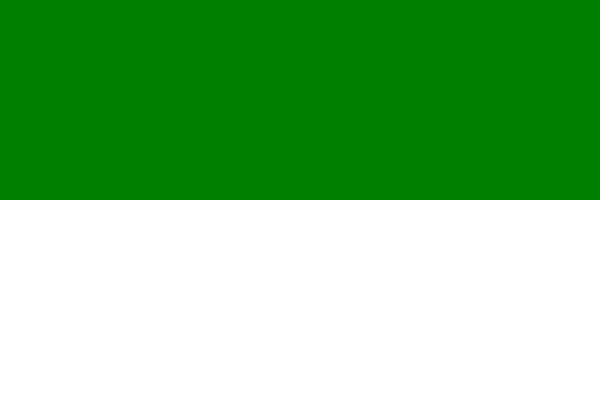
Partiets flagga

Uzhavar Uzhaippalar Katchi (UUK) (Tamil: உழவர் உழைப்பாளர் கட்சி, 'Farmers and Toilers Party') är ett politiskt parti i den indiska delstaten Tamil Nadu. UUK:s president är K. Chellamuthu. K. Chellamuthu är också president för Tamil Nadu Farmers' Association.
UUK stöttade National Democratic Alliance i Tamil Nadus val 2001. Vid den tiden dominerades NDA i Tamil Nadu av Dravida Munnetra Kazhagam, ofta förkortat DMK.
Partiet motsätter sig införandet av genetiskt modifierat ris i jordbruket i Tamil Nadu. De har också protestarat mot påstått missbruk av förebyggande av terrorism förordningen (POTA).